# Tour de Rohan

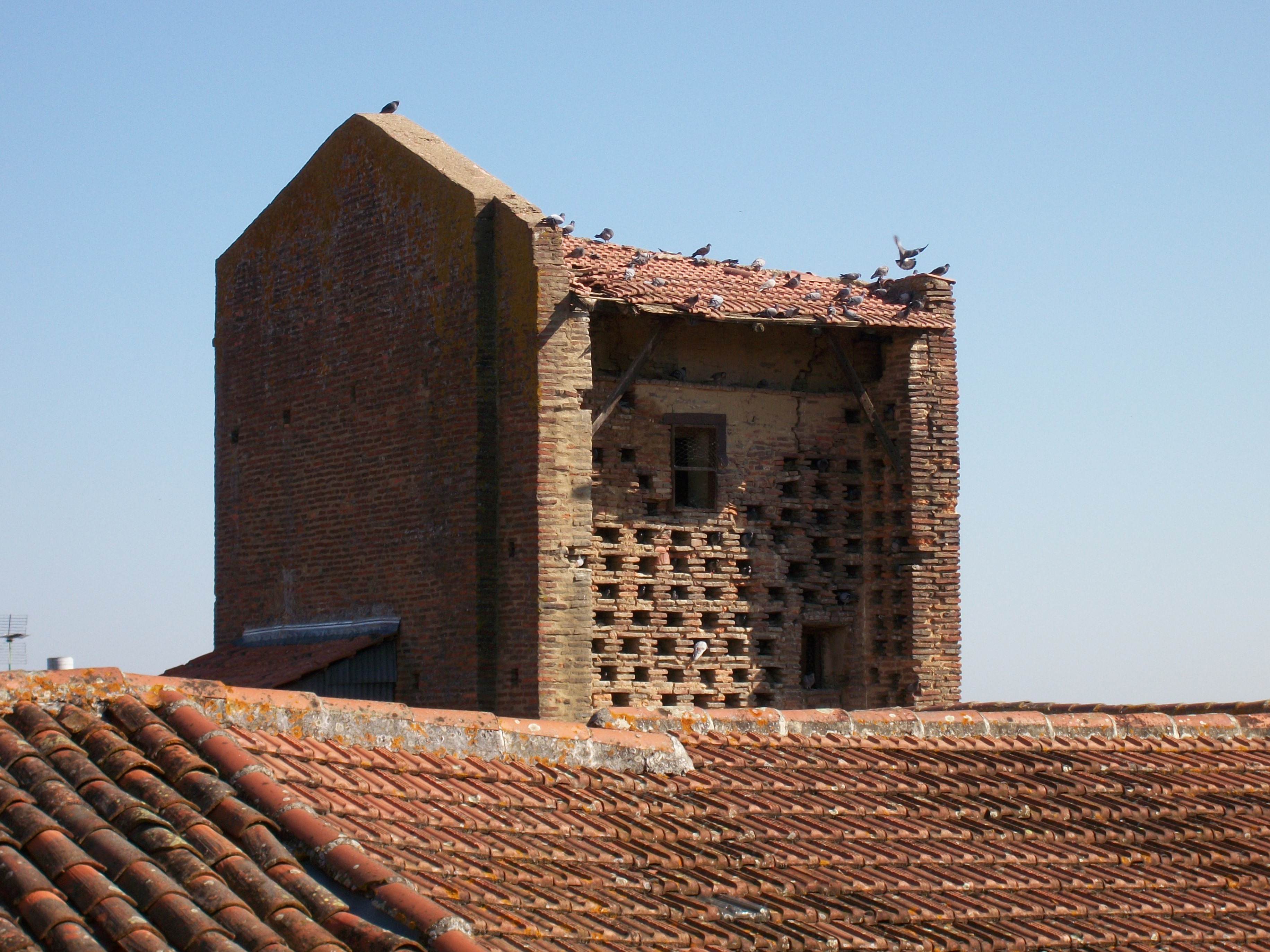
Tour de Rohan in Mirande

Der Tour de Rohan in Mirande, einer französischen Gemeinde im Département Gers in der Region Okzitanien, ist ein städtischer Adelssitz aus dem 14. Jahrhundert. Der Wohnturm mit Taubenschlag wurde in Ziegelmauerwerk ausgeführt.
Er steht seit 1948 als Monument historique auf der Liste der Baudenkmäler in Frankreich.